# Upeneus randalli
Upeneus randalli is een straalvinnige vissensoort uit de familie van de zeebarbelen (Mullidae). De wetenschappelijke naam van de soort is voor het eerst geldig gepubliceerd in 2011 door Uiblein & Heemstra.